# Holocryptis neavei
Holocryptis neavei är en fjärilsart som beskrevs av Fletcher 1961. Holocryptis neavei ingår i släktet Holocryptis och familjen nattflyn. Inga underarter finns listade i Catalogue of Life.